# Museu de Wycombe
O Museu de Wycombe (também conhecido como Museu de história local e cadeiras de Wycombe; em inglês:  Wycombe Local History and Chair Museum) é um museu de história local gratuito localizado na cidade de High Wycombe no condado de Buckinghamshire, Inglaterra. É administrado pelo Fundação do património e das artes de Wycombe (Wycombe Heritage and Arts Trust), desde 1º de dezembro de 2016. Anteriormente, era administrado pelo conselho distrital de Wycombe.
O museu está localizado em Castle Hill House, na Priory Avenue. Ele está situado em uma casa do século XVIII em um local medieval, e ao redor do museu há jardins vitorianos. O museu apresenta exposições sobre a história da região, incluindo a indústria moveleira, especialmente a fabricação de cadeiras. Há também exibições de cadeiras Windsor, rendas, arte e história natural.

## Coleções
As coleções do museu incluem:
- História social das áreas de Wycombe e Buckinghamshire.
- Indústria moveleira — cadeiras, outros móveis e ferramentas relacionados à indústria moveleira em High Wycombe e arredores, fitas de vídeo de artesãos trabalhando.
- Tokens e moedas — incluindo tokens comerciais relacionados às áreas de Wycombe e Buckinghamshire.
- Arte — pinturas a óleo, gravuras, aquarelas, desenhos, fricções em latão e escultura.
- Fitas de história oral — gravações realizadas nos últimos 30 anos.
- Material de arquivo e fotografias — catálogos de venda, listas de preços, livros de design e livros de contabilidade de empresas de móveis que datam do século XIX.
- Fotografias — relativas à cidade e à indústria de móveis e comércio na área de Wycombe.
- Wycombe Wanderers — exibindo memorabilia do clube, induzindo o Wycombe Comanche.

## Curiosidades
O museu foi mencionado no sitcom Gavin & Stacey, escrito por James Corden, que cresceu na área.